# Crkvina (Bośnia i Hercegowina)
Crkvina (cyr. Црквина) – wieś w Bośni i Hercegowinie, w Republice Serbskiej, w gminie Šamac. W 2013 roku liczyła 1223 mieszkańców.